# A8-länderna
A8-länderna är ett begrepp på åtta av de totalt tio stater, som den 1 maj 2004 inträdde i EU. Det som skiljde dem åt från övriga två, Cypern och Malta, är deras relativt låga inkomst gentemot EU-genomsnittet. Begreppet användes bland annat av personer som förutspådde en våg av migration från dessa länder till rikare EU-medlemsländer.

## Lista över A8-länderna
- Estland
- Lettland
- Litauen
- Polen
- Slovakien
- Slovenien
- Tjeckien
- Ungern

### Fotnoter
1. 1 2  ”Who are the "A8 countries"?” (på engelska). BBC News. 24 april 2005. http://news.bbc.co.uk/1/hi/programmes/panorama/4479759.stm. Läst 27 april 2015.